# Dekanat Bobolice
Dekanat Bobolice – jeden z 24 dekanatów diecezji koszalińsko-kołobrzeska w metropolii szczecińsko-kamieńskiej. 
W skład dekanatu wchodzą parafie:
- Biały Bór parafia Najświętszej Marii Panny Królowej Polski
  - Kościół filialny: 
    1. Grabowo
    2. Kołtki
    3. Sępolno Małe
    4. Sępolno Wielkie
- Bobolice – parafia Wniebowzięcia Najświętszej Maryi Panny
  - Kościoły filialne: 
    1. Chmielno
    2. Czechy
    3. Gozd
    4. Kurowo
    5. Porost
- Kłanino – parafia św. Piotra i Pawła
  - Kościoły filialne: Głodowa
- Manowo – parafia Matki Boskiej Wspomożenia Wiernych
- Świeszyno – parafia Narodzenia Najświętszej Marii Panny
  - Kościoły filialne: 
    1. Jarzyce
    2. Konikowo
- Stare Wierzchowo – parafia Matki Boskiej Dobrej Rady
  - Kościół filialny: 
    1. Kazimierz
    2. Spore
- Wierzchowo Szczecineckie – parafia Matki Boskiej Wniebowziętej
  - Kościoły filialne: 
    1. Kusowo
    2. Trzebiechowo
- Wyszewo – parafia św. Wojciecha
  1. Kościół filialny: Rosnowo
- Zegrze Pomorskie – parafia Matki Boskiej Częstochowskiej
  - Kościoły filialne: 
    1. Krępa
    2. Niedalino
    3. Świelino